# Васил Методиев
Васил Методиев – Шпайдела е български футболист и треньор по футбол, една от легендите на Локомотив (София). Роден е на 5 януари 1935 г. в Свети Врач.

## Състезателна кариера
Играе на пост защитник за отборите на Вихрен (1952 – 1955), Академик (София) (1956 – 1958/ес.), Локомотив (София) (1959/пр.-1967), Добруджа (1967 – 1969) и Тунджа (1969 – 1971). Има 276 мача и 18 гола в А група (202 мача с 14 гола за Локомотив, 53 мача с 3 гола за Добруджа и 21 мача с 1 гол за Тунджа). С отбора на Локомотив (Сф) е шампион на България през 1964 г., вицешампион през 1965 и бронзов медалист през 1960 г. Има 23 мача и 1 гол за А националния отбор (1960 – 1966). Участва на СП-1966 в Англия, но не влиза в игра. За Локомотив (Сф) е изиграл 4 мача в турнира за Купата на европейските шампиони. Отличава се с бойкост и пожертвователност.
Шампион на България (1 път) – 1964 г. Участник на Световно първенство по футбол 1966 г.

## Треньорска кариера
Треньор на Локомотив (София), с който е шампион през 1978 г., нарушавайки десетгодишната хегемония на ЦСКА и Левски в българското първенство. Под неговото ръководство Локомотив достига до четвъртфинал за Купата на УЕФА през 1980 г., но заради елиминирането в осминафиналите на Динамо (Киев) – 1:0 в София и 1:2 на реванша, по политически причини Методиев е уволнен. Ръководи Левски от 1983 до 1985 г., и през сезоните 1987/88 и 1990/91 г. Със „сините“ е шампион през 1984, 1985 и 1988 г., носител на Купата на България през 1984 и 1991 г. и на Купата на Съветската армия през 1984 и 1988 г., постигайки през 1984 г. безпрецендентен требъл, при това надделявайки над „вечния съперник“ ЦСКА в директни сблъсъци и в трите турнира – на полуфинала за Купата на Съветската армия с 3:1, на полуфинала за Купата на България с 1:0 и в станалия по стечение на обстоятелствата финал на първенството – мачът между двата отбора от последния му кръг, в който Левски побеждава с 3:1. Пак с Васил Методиев на кормилото, на Левски през 1985 г. за пръв път след 35 години се удава да защити шампионската си титла. Един от опитните специалисти, вещ стратег. Бивш помощник-треньор на националния отбор, работил още в Чавдар (Троян), Пирин, Етър, Славия, Доростол, Хасково, Янтра и Спартак (Пл). От 1999 г. работи като селекционер в Левски.
Успехи:
Шампион на България (4 пъти) – 1978 (с Локомотив София); 1984, 1985 и 1988 (с Левски София)
Носител на Купата на България (2) – 1984 и 1991 (с Левски)
Носител на Купата на Съветската армия (2) – 1984 и 1988 (с Левски)
Шампион на Северна Б група (1) – 1981 (с Етър)